# Marcelo Figueiredo
Marcelo Amaro de Figueiredo (Campinas, 10 de Setembro de 1973), judoca formado faixa preta pelo Sensei Odair Borges em 1992 e educador físico formado pela PUCCAMP, foi lutador profissional de Judo, Brazilian Jiu Jitsu e de Jiu-jitsu Internacional.
Como Judoca, Marcelo Figueiredo foi medalhista bronze nos Jogos Pan-Americanos de Winnipeg em 1999, e por conta disso foi pré-classificado pela CBJ para os Jogos Olímpicos de Sydney-2000. Porem de forma controversa, teve de disputar uma seletiva, e não conseguiu a vaga.
Como lutador de Jiu-jitsu Internacional, Figueiredo é bicampeão mundial (1994 e 2000) - categoria acima de 94 quilos - e medalhista de ouro nos Jogos Mundiais de 1997. 

## Conquistas

### Torneios de Judo
- Jogos Pan-Americanos de 1999 - Medalha de Bronze: categoria -100kg[4]

### Torneios deJiu-jitsu Internacional

#### Campeonatos Mundiais
- 1994 - Campeão mundial de Jiu-jitsu Internacional: categoria acima de 94 quilos[3]
- 1996 - Terceiro Lugar no Mundial de Jiu-jitsu Internacional: categoria acima de 94 quilos[1]
- 2000 - Bicampeão mundial de Jiu-jitsu Internacional: categoria acima de 94 quilos[3]

#### Jogos Mundiais
- Jogos Mundiais de 1997 - Medalha de Ouro: categoria acima de 92 quilos[1]